# Triclinium

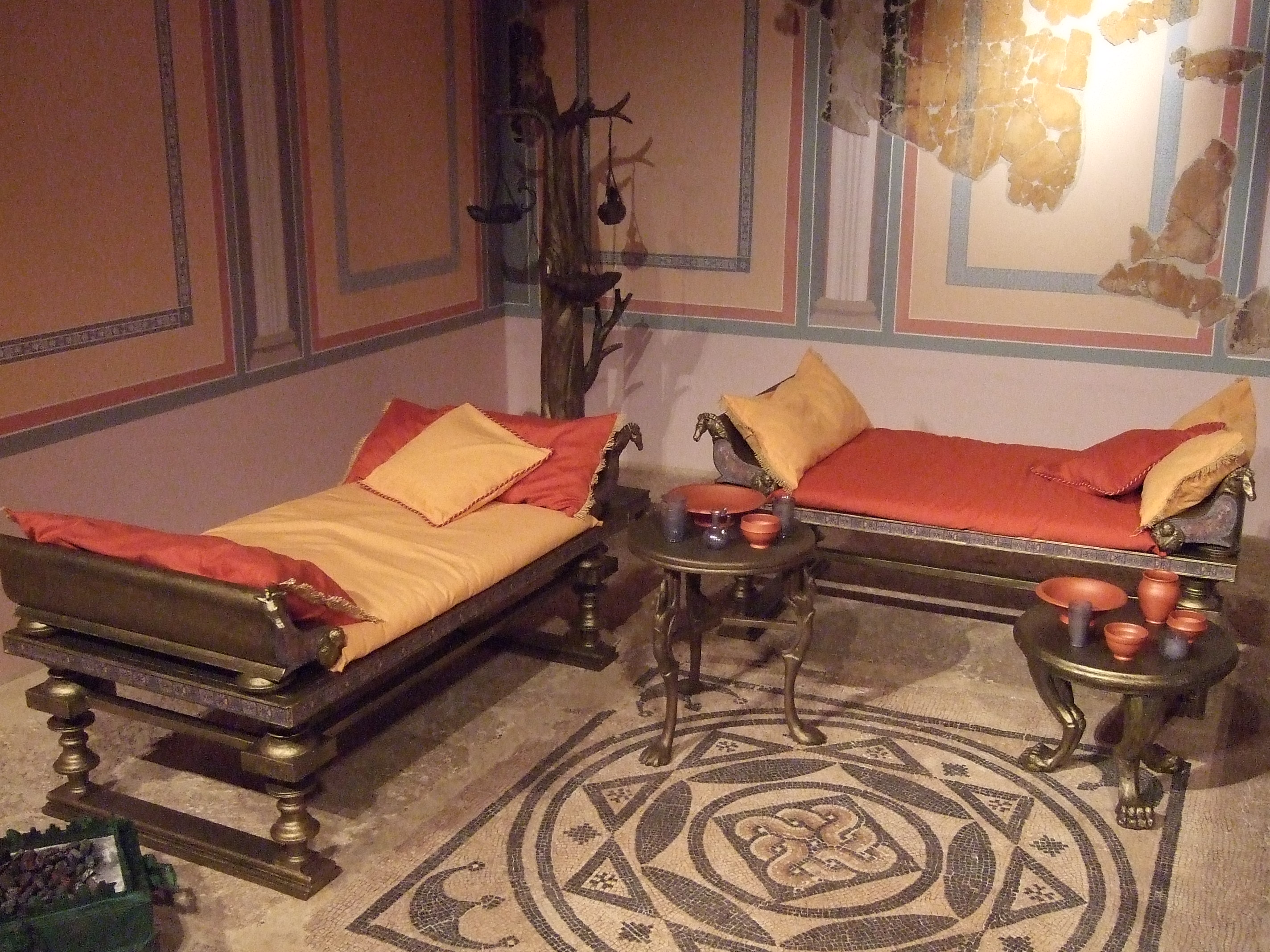
Reconstructie van een triclinium in Caesarea Augusta (Zaragoza)

Een triclinium is een formele eetzaal in een Romeins huis. De naam is ontleend aan het Griekse τρικλίνιον ("triklinion") omdat ze bestond uit drie (tri) klinē, een soort chaise longue die aan drie personen plaats bood, en om een vierkante tafel (de mensa) waren gegroepeerd.  Een triclinium was een normale verschijning in rijkere Romeinse huizen en, vooral in Pompeï en Herculaneum, maar ook elders, zijn exemplaren bewaard gebleven.

## Inrichting
Een triclinium had niet alleen een praktisch doel, maar diende ook om gasten te imponeren. Om deze reden zijn ze vaak voorzien van fraaie mozaïeken en wandschilderingen en zal ook de inrichting de welstand van de eigenaar hebben weerspiegeld. In de regel waren zo'n 3 tot 20 personen aanwezig. De regel die Varro hanteerde volgens Aulus Gellius in Noctes Atticae, is dat het aantal gasten niet minder mag zijn dan het aantal Gratieën en niet groter dan dat van de Muzen, maar soms deelden vier personen een klinia.
In sommige gevallen hebben Romeinse huizen niet een, maar meerdere triclinia, waarbij de kleinere (die vaak net zo rijk waren versierd) waarschijnlijk werden gebruikt voor maaltijden en banketten in intiemere kring. Sommige exemplaren zijn open en werden slechts een deel van het jaar gebruikt.
Vanaf de eerste eeuw na christus werden de losse ligbanken ook wel vervangen door een halfronde bank, een stibadium.

## Tafelschikking

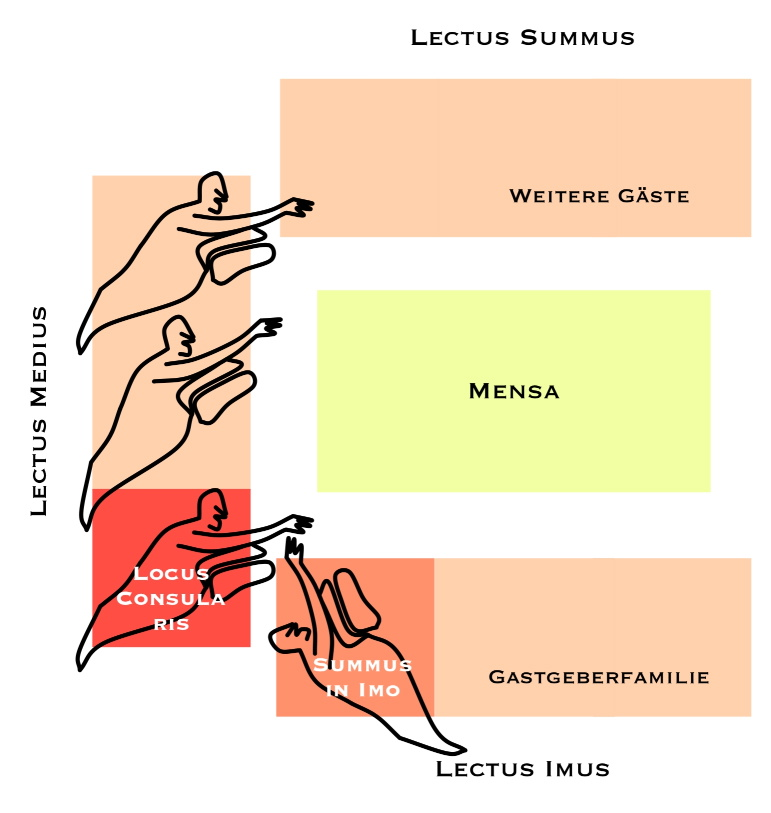
Schema voor de tafelschikking in een triclinium

Een triclinium had een vaste tafelschikking, waarbij de gasten de belangrijkste plaats innamen, de bank tegenover de opengelaten zijde, de lectus medius. De plaats aan de rechterkant van deze bank, gold als de beste en werd locus consularis genoemd, de "consulsplek". Op de bank naast de consulsplek, de lectus imus namen de gastheer en zijn familie plaats, de tegenoverliggende bank, lectus summus was voor de overige gasten.
De opengelaten zijde diende niet alleen om bedienden de gelegenheid te geven verschillende gangen te serveren, maar ook om de gasten een ongehinderde blik te gunnen op het geboden vermaak, zoals musici, zangers en dansers, voordrachtskunstenaars, clowns, jongleurs en acrobaten. Met name Juvenalis biedt een inkijkje in de gebruiken rondom deze banketten.

## Funus
Bij een Romeinse begrafenis was het gebruikelijk de ceremonies af te sluiten met een dodenmaal, waarvoor in sommige gevallen speciale triclinia werden gebruikt in de nabijheid van de grafvelden.